# Acidota cruentata
Acidota cruentata es una especie de escarabajo del género Acidota, tribu Anthophagini, familia Staphylinidae. Fue descrita científicamente por Fabricius en 1792.
Se distribuye por Suecia, Noruega, Finlandia, Reino Unido de Gran Bretaña e Irlanda del Norte, Países Bajos, Federación Rusa, Canadá, Estados Unidos de América, Austria, Alemania, Polonia, Estonia, Japón, Italia, Dinamarca, Mongolia, Bielorrusia, Francia, Hungría, Islandia y Lituania. La especie se mantiene activa durante todos los meses del año.